# Katedrala Djevice Marije u Minsku
Katedrala Imena Marijina (bjeloruski: Aрхікатэдральны касцёл Імя Найсвяцейшай Панны Марыі), rimokatolička je barokna katedrala u Minsku.
Katedrala je izgrađena 1710. godine kao crkva isusovačkog samostana. Nakon što je Rusija zauzela Bjelorusiju 1793. godine, isusovački red je zabranjen pa je crkva postala mjesnom crkvom. Ubrzo nakon osnivanja dioceze u Minsku crkva je postala mjesnom katedralom.
Katedrala je teško stradala u požaru 1797. godine, ali je uskoro u potpunosti obnovljena. Godine 1869. minska dioceza je prestala postojati pa crkva opet nije bila katedralom. U studenom 1917. dioceza je obnovljena, novim biskupom imenovan je Zygmunt Lazinski.
Godine 1920. sovjetske vlasti su zatvorile Lazinskog, a katedrala je ponovo zatvorena 1934. 
Tijekom Drugog svjetskog rata Nijemci su ponovo dopustili otvaranje katedrale, ali su je Sovjeti odmah nakon rata ponovo zatvorili. Godine 1951. sovjetsko je topništvo namjerno uništilo zvonike, a sama katedrala predana je športskom društvu Spartaku.
Početkom 1990-ih u crki se ponovo udržavaju bogoslužja. Godine 1993. građevina je vraćena rimokatoličkoj crkvi te je do 1997. obnovljena.
Godine 2005. crkva je iz Austrije na poklon dobila nove orgulje. U novom tisućljeću obnovljene su freske iz osamnaestog stoljeća.